# Pouillé, Vendée

Pouillé este o comună în departamentul Vendée, Franța. În 2009 avea o populație de 630 de locuitori.